# Liste du patrimoine immobilier classé de Theux
Cette page regroupe l'ensemble du patrimoine immobilier classé de la ville belge de Theux.
| Objet | Année de construction / Architecte | Adresse                          | Section communale | Coordonnées                      | Numéro d’inventaire | Illustration |
| --- | ---------------------------------- | -------------------------------- | ----------------- | -------------------------------- | ------------------- | --- |
| Maison de Limbourg |                                    | Rue de la Chaussée, n°35         |                   | 50° 32′ 05″ nord, 5° 48′ 44″ est | 63076-CLT-0001-01   | Maison de Limbourg                                                                                               |
| Haldes calaminaires du Rocheux |                                    |                                  |                   | 50° 32′ 23″ nord, 5° 49′ 45″ est | 63076-CLT-0003-01   | Image manquanteTéléverser                                                                                        |
| L'église Saints-Hermès-et-Alexandre de Theux, le mur de clôture du cimetière, les deux portails et leurs grilles                                                                         |                                    |                                  |                   | 50° 32′ 03″ nord, 5° 48′ 40″ est | 63076-CLT-0004-01   | L'église Saints-Hermès-et-Alexandre de Theux, le mur de clôture du cimetière, les deux portails et leurs grilles |
| Fabrique, dite pavillon Félix Bernard, situé sur la Heid de Spa, promenade Reikem |                                    | La Heid de Spa, promenade Reikem |                   | 50° 29′ 26″ nord, 5° 50′ 29″ est | 63076-CLT-0005-01   | Image manquanteTéléverser                                                                                        |
| Maison |                                    | Rue Bouxherie n°1                |                   | 50° 31′ 56″ nord, 5° 48′ 58″ est | 63076-CLT-0006-01   | Image manquanteTéléverser                                                                                        |
| Maison (toiture et façades) et une partie des anciennes forges du XVIIe s. (parties) |                                    | Rue Bouxherie, n°2               |                   | 50° 31′ 55″ nord, 5° 48′ 59″ est | 63076-CLT-0007-01   | Image manquanteTéléverser                                                                                        |
| Immeuble (façades avant et arrière, toitures et pignon) |                                    | Rue de la Chaussée n°46          |                   | 50° 32′ 06″ nord, 5° 48′ 43″ est | 63076-CLT-0008-01   | Image manquanteTéléverser                                                                                        |
| Immeuble (façades avant et arrière et toitures) |                                    | Rue de la Chaussée n°44          |                   | 50° 32′ 06″ nord, 5° 48′ 43″ est | 63076-CLT-0009-01   | Image manquanteTéléverser                                                                                        |
| Hospice Sainte-Joséphine (façade principale et versant de toiture avant), à l'exception du garage latéral droit                                                                          |                                    | Rue de la Chaussée n°s 25-27     |                   | 50° 32′ 05″ nord, 5° 48′ 45″ est | 63076-CLT-0010-01   | Hospice Sainte-Joséphine (façade principale et versant de toiture avant), à l'exception du garage latéral droit  |
| Maison (façade principale, versant avant de toiture et parties du pignon droit en moëllons qui dépassent la construction voisine), place du Perron, n°10                                 |                                    | Place du Perron n°10             |                   | 50° 32′ 07″ nord, 5° 48′ 49″ est | 63076-CLT-0011-01   | Image manquanteTéléverser                                                                                        |
| Maison du Bailli (façades et toitures du bâtiment principal, deux tours), n°s 2-4 à Marché                                                                                               |                                    | n°s 2-4, Marché                  | Marché            | 50° 31′ 40″ nord, 5° 49′ 14″ est | 63076-CLT-0012-01   | Maison du Bailli (façades et toitures du bâtiment principal, deux tours), n°s 2-4 à Marché                       |
| Maison Naveau (alias Maison de la Boverie) (façades, toitures, y compris les annexes) |                                    | Rue Waillot n°5                  |                   | 50° 32′ 01″ nord, 5° 48′ 36″ est | 63076-CLT-0013-01   | Image manquanteTéléverser                                                                                        |
| Chapelle du Bon Air | 1671                               | Jehoster                         |                   | 50° 28′ 47″ nord, 5° 46′ 44″ est | 63076-CLT-0014-01   | Chapelle du Bon Air                                                                                              |
| Maison (façades, toitures et portail latéral gauche) |                                    | Rue Hovémont n°80                |                   | 50° 31′ 57″ nord, 5° 48′ 53″ est | 63076-CLT-0015-01   | Image manquanteTéléverser                                                                                        |
| Presbytère (façades et toitures), portail et parties latérales du mur d'enceinte donnant vers la place                                                                                   |                                    | Rue de la Chaussée, n°50         |                   | 50° 32′ 07″ nord, 5° 48′ 42″ est | 63076-CLT-0016-01   | Presbytère (façades et toitures), portail et parties latérales du mur d'enceinte donnant vers la place           |
| Hôtel de ville de Theux |                                    | Rue de la Chaussée n°10          |                   | 50° 32′ 06″ nord, 5° 48′ 48″ est | 63076-CLT-0017-01   | Hôtel de ville de Theux                                                                                          |
| Maison Del Heid (façades et toitures) |                                    | Rue de la Chaussée n°31/33       |                   | 50° 32′ 05″ nord, 5° 48′ 44″ est | 63076-CLT-0018-01   | Maison Del Heid (façades et toitures)                                                                            |
| Maison (façade principale et versant avant de toiture), place du Perron, n°12 |                                    | Place du Perron n°12             |                   | 50° 32′ 07″ nord, 5° 48′ 49″ est | 63076-CLT-0019-01   | Maison (façade principale et versant avant de toiture), place du Perron, n°12                                    |
| Maison, dite maison Lebrun, place du Perron, n°s 2-4 | 1630                               | Place du Perron n°s 2-4          |                   | 50° 32′ 06″ nord, 5° 48′ 48″ est | 63076-CLT-0020-01   | Maison, dite maison Lebrun, place du Perron, n°s 2-4                                                             |
| Charmille du Haut-Marais au hameau de Hautregard (M) et ensemble formé par cette charmille et ses abords (S)                                                                             |                                    |                                  |                   | 50° 28′ 16″ nord, 5° 46′ 39″ est | 63076-CLT-0021-01   | Charmille du Haut-Marais au hameau de Hautregard (M) et ensemble formé par cette charmille et ses abords (S)     |
| Ruines du château-fort de Franchimont (XIVe, XVe et XVIe siècles) |                                    |                                  |                   | 50° 31′ 40″ nord, 5° 49′ 27″ est | 63076-CLT-0022-01   | Ruines du château-fort de Franchimont (XIVe, XVe et XVIe siècles)                                                |
| Orgues de l'église Saint-Roch |                                    |                                  |                   | 50° 33′ 24″ nord, 5° 53′ 55″ est | 63076-CLT-0023-01   | Image manquanteTéléverser                                                                                        |
| Le vieux pont de Polleur |                                    | Rue R. Bordure                   | Polleur           | 50° 32′ 18″ nord, 5° 52′ 54″ est | 63076-CLT-0024-01   | Le vieux pont de Polleur                                                                                         |
| Ferme de la Chapelle : tour, n°337 (M) et ensemble formé par cette ferme, la chapelle du Bon Air et les terrains environnants (S)                                                        |                                    | n°337                            |                   | 50° 28′ 49″ nord, 5° 46′ 41″ est | 63076-CLT-0025-01   | Image manquanteTéléverser                                                                                        |
| Château de Hautregard (façades et toitures, à l'exception de la façade sud-ouest du XIXe siècle)                                                                                         |                                    |                                  |                   | 50° 29′ 07″ nord, 5° 46′ 14″ est | 63076-CLT-0026-01   | Château de Hautregard (façades et toitures, à l'exception de la façade sud-ouest du XIXe siècle)                 |
| Ferme de la Haye (façades et toitures, mur de clôture, porche, deux cheminées du début du XVIIe siècle), à l'exclusion des ajouts récents                                                |                                    |                                  |                   | 50° 31′ 03″ nord, 5° 47′ 58″ est | 63076-CLT-0027-01   | Image manquanteTéléverser                                                                                        |
| Extension de classement du site des haldes calaminaires du Rocheux |                                    |                                  |                   | 50° 32′ 30″ nord, 5° 49′ 54″ est | 63076-CLT-0028-01   | Image manquanteTéléverser                                                                                        |
| Tour et flèche de l’église Saint-Jacques, actuellement église Notre-Dame |                                    |                                  | Polleur           | 50° 32′ 21″ nord, 5° 52′ 52″ est | 63076-CLT-0029-01   | Tour et flèche de l’église Saint-Jacques, actuellement église Notre-Dame                                         |
| Thier du Gibet |                                    |                                  |                   | 50° 32′ 29″ nord, 5° 49′ 07″ est | 63076-CLT-0031-01   | Image manquanteTéléverser                                                                                        |
| Ilot d'arbres remarquables, à Basse Desnié |                                    | Basse Desnié                     |                   | 50° 27′ 40″ nord, 5° 48′ 36″ est | 63076-CLT-0032-01   | Ilot d'arbres remarquables, à Basse Desnié                                                                       |
| Ensemble formé par la chapelle Fyon et ses abords |                                    | Rue Rittweger n°228              |                   | 50° 32′ 56″ nord, 5° 48′ 28″ est | 63076-CLT-0033-01   | Image manquanteTéléverser                                                                                        |
| Noyer centenaire sis Ferme du Marquisat à Sassor, 55 |                                    |                                  |                   | 50° 31′ 58″ nord, 5° 50′ 22″ est | 63076-CLT-0034-01   | Image manquanteTéléverser                                                                                        |
| Perron de Theux |                                    | Place du Perron                  |                   | 50° 32′ 07″ nord, 5° 48′ 48″ est | 63076-CLT-0035-01   | Perron de Theux                                                                                                  |
| Huit bornes limitatives du marquisat de Franchimont au pays de Liège et de la seigneurie de Louveigné, principauté de Stavelot (+ SPRIMONT/Louveigné et PEPINSTER/Pepinster, Tancrémont) |                                    |                                  |                   | 50° 31′ 42″ nord, 5° 45′ 32″ est | 63076-CLT-0036-01   | Image manquanteTéléverser                                                                                        |
| Le bouclier du donjon et l'enceinte du XVIe siècle des ruines du château-fort de Franchimont                                                                                             |                                    |                                  |                   | 50° 31′ 40″ nord, 5° 49′ 27″ est | 63076-PEX-0001-01   | Le bouclier du donjon et l'enceinte du XVIe siècle des ruines du château-fort de Franchimont                     |